# Viera Sjimanskaja
Viera Vladimirovna Sjimanskaja (Russisch: Вера Владимировна Шиманская) (Moskou, 10 april 1981) is een Russisch gymnaste.
Op de Olympische Zomerspelen 2000 in Sydney behaalde Sjimanskaja ze met het Russische team goud bij de Ritmische gymnastiek teamwedstrijd. 
1996: Baldó, Cabanillas, Giménez, Guréndez, Lamarca, Martínez ·
2000: Belova, Lavrova, Netejesova, Sjimanskaja, Tsjalamova, Zilber ·
2004: Beloegina, Glatskich, Koerbakova, Lavrova, Moerzina, Posevina ·
2008: Alijtsjoek, Gavrilenko, Gorboenova, Posevina, Sjkoerichina, Zoejeva ·
2012: Bliznjoek, Donskova, Doedkina, Makarenko, Nazarenko, Svastjanova ·
2016: Birjoekova, Bliznjoek, Maksimova, Tatareva, Tolkatsjova ·
2020: Dyankova, Kiryakova, Radukanova, Traets, Zafirova ·
2024: Guo, Hao, Huang, Wang, Ding